# Renato Curi
Pour les articles homonymes, voir Curi.
Renato Curi est un footballeur italien évoluant au milieu de terrain, né le 20 septembre 1953 à Montefiore dell'Aso et mort le 30 octobre 1977 dans le stade de Pérouse pendant la partie de football Pérouse Calcio - Juventus FC, en raison d'un infarctus du myocarde. 

## Biographie
En hommage à ce joueur, le club de Pérouse Calcio rebaptise son stade Stadio Renato Curi.
Pour la même raison, un club est également rebaptisé Renato Curi. Fusionné au sein du Renato Curi Angolana (en) en 1998, le club évolue en Serie D en 2009.